# Buddy Clark (musicista)
Buddy Walter Jr. Clark (Kenosha, 10 luglio 1929 – Mission Hills, 8 giugno 1999) è stato un contrabbassista e arrangiatore statunitense.

## Biografia
Buddy Clark (da non confondere con l'omonimo cantante, deceduto nel 1949) è un contrabbassista e arrangiatore di jazz statunitense.
Dopo gli studi musicali a Chicago (Illinois), iniziò la sua carriera professionale suonando con: Bud Freeman, Bill Russo, in tournée con Tex Beneke dal 1951 al 1954.
Successivamente, sempre nel 1954, si stabilì in California (a Los Angeles) dove entrò nelle formazioni di Bob Brookmeyer e di Kenny Drew.
Dal 1955 al 1956, effettuò delle tournée con Les Brown, ritornò nuovamente in California lavorando con la cantante Peggy Lee.
Collaborò in seguito con Red Norvo (nel 1956), Dave Pell (nel 1957), Med Flory (nel 1958), nel 1959 andò in tournée in Europa con il clarinettista Jimmy Giuffre, nel 1961 nel gruppo di Gerry Mulligan.
Freelance nel corso degli anni sessanta, dividendosi in collaborazioni sia in sala d'incisione sia in gruppi jazz della zona di Los Angeles con cui si esibisce nei jazz club.
Dal 1972 al 1975, fece parte del gruppo "Supersax" (di cui fa parte anche il sassofonista baritono Med Flory). Tuttavia, in seguito (1976) ad un incidente che gli fece perdere l'uso di una mano chiuse di fatto la sua attività di contrabbassista.